# Jörn Schütrumpf

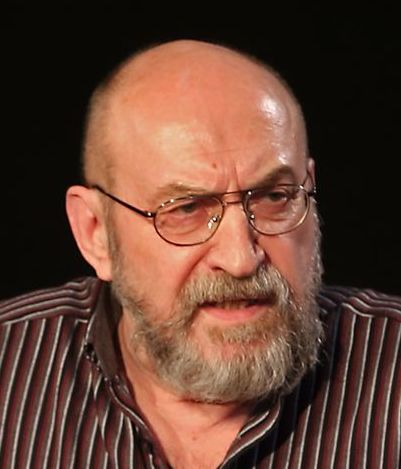
Jörn Schütrumpf, 2021

Jörn Schütrumpf (* 1956) ist ein deutscher Historiker, Autor, Verleger und Editor. Er war von 2003 bis 2017 Geschäftsführer des Karl Dietz Verlags Berlin und gilt als Experte für Person und Werk von Rosa Luxemburg.

## Leben
Der 1956 geborene Schütrumpf studierte an der Karl-Marx-Universität Leipzig Geschichte. 1982 begann er am Zentralinstitut für Geschichte der Akademie der Wissenschaften der DDR zu arbeiten, dessen Mitarbeiter er bis zum Ende der DDR 1990 blieb; die Akademie wurde 1992 aufgelöst.
Seit den 1990er Jahren arbeitet Schütrumpf auch journalistisch zu Themen der jüngeren Geschichte und war Redakteur der Periodika UTOPIE kreativ und Das Blättchen. 2003 übernahm er für fast anderthalb Jahrzehnte die Geschäftsführung des Karl Dietz Verlag Berlin; in der eng mit dem Dietz-Verlag kooperierenden Rosa-Luxemburg-Stiftung ist er Leiter der Fokusstelle Rosa Luxemburg. Neben den Schriften Luxemburgs ediert er unter anderem Texte von Paul Levi und Angelica Balabanoff.
Sein Tätigkeitsschwerpunkt als promovierter Historiker ist die Geschichte der DDR sowie der deutschen Linken und Arbeiterbewegung. Buchprojekte veröffentlicht er vorrangig als Herausgeber, aber auch als Autor im Karl Dietz Verlag, weiterhin publiziert er zudem kürzere Texte wie Artikel und Aufsätze zu seinen Arbeitsschwerpunkten in verschiedenen Sammelbänden und Zeitschriften.

## Rezeption
Der Leipziger Slawist Erhard Hexelschneider schrieb 2017 über die Arbeit von Jörn Schütrumpf:
Er „zählt heute gewiss zu  den  wichtigsten  deutschen  Historikern, die  sich  mit  den  Beziehungen  zwischen  der deutschen  und  russischen  Revolution  und ihrer  führenden  Repräsentanten  im  ersten Drittel    des    20.    Jahrhunderts    intensiv beschäftigen. Eine respektable Publikationsliste weist ihn nicht nur als Kenner der Literatur von und über Rosa Luxemburg aus, sondern  auch  als  kompetenten  Verfasser  von Biografien  über  Angelica  Balabanoff,  Paul Levi, Jenny Marx und andere sowie als Verleger  und  Editor vergessener,  seltener  oder auch  entlegener  sozialistischer  Schriften aus,  die  zumeist  im  Karl  Dietz  Verlag  Berlin erschienen sind.“
Wilfried Gaum bescheinigt Schütrumpf in einer im Prager Frühling erschienenen Rezension zu seinem Buch Freiheiten ohne Freiheit, er habe in diesem einen „wichtigen Beitrag zu einer Historisierung der DDR und einer Phase der sozialen Bewegungen, die wir als Arbeiterbewegung kennen“ geleistet. In den Massenmedien wird er vor allem als Luxemburg-Experte vorgestellt und gehört.

## Werk (Auswahl)

### Autor
- Ein Held Polens. In: Akademie der Wissenschaften der DDR. Zentralinstitut für Geschichte (Hrsg.): Dietz-Geschichtskalender 1986. Dietz Verlag, Berlin 1985, S. 217.
- Freiheiten ohne Freiheit – Die Deutsche Demokratische Republik, Karl Dietz Verlag, Berlin 2010, ISBN 978-3-320-02177-1.
- mit Michael Brie: Rosa Luxemburg. Eine revolutionäre Marxistin an den Grenzen des Marxismus, VSA, Hamburg 2021, ISBN 978-3-96488-103-8.
- Deutsche mit Anstand. Der »Bund Neues Vaterland« wird »Deutsche Liga für Menschenrechte«, VSA, Hamburg 2023, ISBN 978-3-96488-185-4 (PDF als Open Access).
- Fememorde der deutschen Rechten. Von Rosa Luxemburg und Maria Sandmayr über Matthias Erzberger bis Walther Rathenau, VSA, Hamburg 2024, ISBN 978-3-96488-229-5.

### Herausgeber, Editor
- Jenny Marx – oder: Die Suche nach dem aufrechten Gang, Karl Dietz Verlag, Berlin 2008, ISBN 978-3-320-02147-4
- Diktatur statt Sozialismus – Die russische Revolution und die deutsche Linke 1917/18, Karl Dietz Verlag, Berlin 2017, ISBN 978-3-320-02331-7
- Rosa Luxemburg – oder: Der Preis der Freiheit, Karl Dietz Verlag, Berlin 2018 (3. überarbeitete Auflage), ISBN 978-3-320-02351-5
- Ohne einen Tropfen Lakaienblut – Gesammelte Schriften, Reden, Briefe von Paul Levi:
  - Sozialdemokratie, Sozialistische Politik und Wirtschaft I, Karl Dietz Verlag, Berlin 2016, ISBN 978-3-320-02316-4
  - Sozialdemokratie, Sozialistische Politik und Wirtschaft II, Karl Dietz Verlag, Berlin 2016, ISBN 978-3-320-02317-1
  - Das Leben bis zur Ermordung des Leo Jogiches, Karl Dietz Verlag, Berlin 2018, ISBN 978-3-320-02343-0
  - An der Spitze der deutschen Kommunisten 1919/20, Karl Dietz Verlag, Berlin 2018, ISBN 978-3-320-02344-7
  - Sozialdemokratie, Karl Dietz Verlag, Berlin 2022, ISBN 978-3-320-02392-8.
  - Spartakusaufstand. Der unterschlagene Bericht des Untersuchungsausschusses der verfassunggebenden Preußischen Landesversammlung über die Januar-Unruhen 1919 in Berlin, Karl Dietz Verlag, Berlin 2018, ISBN 978-3-320-02357-7
- mit Frank Jacob, Albert Scharenberg: Rosa Luxemburg. Band 1: Leben und Wirken, Marburg 2021, ISBN 978-3-96317-244-1.
- mit Frank Jacob, Albert Scharenberg: Rosa Luxemburg. Band 2: Nachwirken, Marburg 2021, ISBN 978-3-96317-245-8.
- Rosa Luxemburg, Paul Levi: Die Russische Revolution. Neuausgabe einer viel zitierten, aber selten gelesenen Schrift. Herausgegeben und eingeleitet von Jörn Schütrumpf, VSA Verlag, Hamburg 2022, ISBN 978-3-96488-146-5.